# Alojzije Janković
Alojzije Janković (* 2. April 1983 in Vinkovci) ist ein kroatischer Schachspieler. Er ist Schachgroßmeister und Generalsekretär der FIDE-Zone Kroatien.

## Leben
1998 gewann er in Hvar die U17-Einzelmeisterschaft Kroatiens. 2006 siegte er beim Zagreb Open vor Zdenko Kožul und Ivan Šarić, 2008 gewann er das 1. Internationale Open von Sabadell. Bei der im Januar 2009 ausgetragenen Landeseinzelmeisterschaft 2008 wurde er geteilter Erster und unterlag im anschließenden Stichkampf Ivan Šarić nach einem Auftaktsieg mit 1,5:2,5. Die im Januar 2015 in Opatija ausgetragene Landeseinzelmeisterschaft 2014 gewann er ungeschlagen mit 7 Punkten aus 11 Partien als alleiniger Sieger.
Bei der Mannschaftseuropameisterschaft 2000 in Balatonlelle spielte er am zweiten Brett der kroatischen U18-Nationalmannschaft. Viermal nahm er mit der kroatischen Nationalmannschaft an Mitropa-Cups teil. 2004 am Zemplínska šírava gewann Kroatien den Cup mit Janković am Spitzenbrett, 2005 mit ihm am zweiten Brett wurde Kroatien in Steinbrunn Zweiter, 2006, als er erneut am ersten Brett spielte, in Brünn Dritter. Zum zweiten Mal den Mitropa-Cup gewinnen konnte er 2013 in Meißen und erhielt dort zusätzlich den Preis für die beste Elo-Performance am zweiten Brett. Er nahm auch an zwei Mannschaftseuropameisterschaften teil: 2007 in Iraklio und 2009 in Novi Sad jeweils am ersten Reservebrett. Bei der Schacholympiade 2010 in Chanty-Mansijsk spielte er ebenfalls am ersten Reservebrett.
Vereinsschach spielte er in Kroatien bis 2007 für den ŠK Liburnija Rijeka, seit 2008 für Hašk Mladost Zagreb. Häufig spielt er des Weiteren in der Mannschaftsmeisterschaft von Bosnien und Herzegowina, der Premijer Liga, und zwar 2003 für den ŠK Bihać , 2005 für den TŠK Sloboda Tuzla und seit 2008 für den ŠK Napredak Sarajevo. In der slowenischen National League spielt er seit 2009, in der österreichischen 1. Bundesliga spielte er von 2011 bis 2013 für den SK Advisory Invest Baden, mit dem er in der Saison 2011/12 die Mannschaftsmeisterschaft gewann. In Deutschland spielt er für den SC Gelnhausen, in Ungarn spielt er seit der Saison 2015/16 für Szombathelyi MÁV Haladás VSE.
Im Juni 2006 wurde ihm der Titel Schachgroßmeister verliehen. Die Normen hierfür erzielte er im Februar 2005 beim FIT-Open in Cannes (mit Übererfüllung), im November 2005 bei der kroatischen Einzelmeisterschaft in Vukovar, bei der er ungeschlagen blieb, sowie im Mai 2006 in der B-Gruppe des 36. Internationalen GM-Turniers in Sarajevo. Seit April 2018 trägt er zusätzlich den FIDE-Titel International Organizer und war zum Beispiel der Turnierdirektor beim Mitropapokal 2023 in Mali Lošinj.